# Thiên hoàng Ingyō
Thiên hoàng Duẫn Cung (允恭天皇, (Duẫn Cung Thiên hoàng) Ingyō-tennō, 376 – 453) là vị Thiên hoàng thứ 19 của Nhật Bản, theo Danh sách Nhật hoàng truyền thống. Không có ngày tháng chắc chắn về cuộc đời và thời đại của Thiên hoàng này. Ingyō được cho là đã trị vì đất nước vào giữa thế kỷ 5, nhưng rất hiếm thông tin về ông. Các học giả chỉ còn biết than phiền rằng vào thời điểm này, chưa có đủ cứ liệu để thẩm tra và nghiên cứu thêm…
Theo Cổ Sự Ký và Nhật Bản Thư Kỷ, ông là con trai thứ tư của Thiên hoàng Nintoku và Hoàng hậu Iwanohime, và sau đó là em trai của Thiên hoàng Hanzei. Ông lên ngôi sau khi Hanzei qua đời và cầm quyền trong vòng 41 năm. Vợ của ông là Oshisaka no Ōnakatsu no Hime. Họ có năm con trai và bốn con gái, bao gồm Thiên hoàng Ankō và Thiên hoàng Yūryaku. Ông cải cách lại hệ thống tên gia tộc và gia đình, vì nhiều người đặt cho mình cái tên giả giống tên gia tộc hay gia đình quyền quý.

## Vợ con
Hoàng hậu: Oshisaka no Ōnakatsuhime (忍坂大中姫), con gái của Wakanuke-Futamata no Miko (稚渟毛二派皇子)
- Hoàng tử Kinashi no Karu (木梨軽皇子)
- Hoàng nữ Nagata no Ōiratsume (名形大娘皇女)
- Hoàng tử Sakai no kurohiko (境黒彦皇子) (?-456)
- Hoàng tử Anaho (穴穂皇子) (Thiên hoàng Ankō) (401?-456)
- Hoàng nữ Karu no Ōiratsume (軽大娘皇女)
- Hoàng tử Yatsuri no shirahiko (八釣白彦皇子) (?-456)
- Hoàng tử Ōhatuse no Wakatakeru (大泊瀬稚武皇子) (Thiên hoàng Yūryaku) (418-479)
- Hoàng nữ Tajima no Tachibana no Ōiratsume (但馬橘大娘皇女)
- Hoàng nữ Sakami (酒見皇女)

Phi: Sotoshi no iratsume (衣通郎姫), em gái của hoàng hậu Oshisaka no Ōnakatsuhime

## Các sự kiện dưới triều Ingyō
Trận động đất sớm nhất được ghi lại ở Nhật Bản năm 416 khi Cung điện Hoàng gia ở Kyoto bị san bằng vì động đất.
Ngày nay các học giả cho rằng ông là Vua Sai trong Tống thư, người là vua của Nhật Bản (được gọi là Wa bởi các học giả Trung Quốc đương thời) và cử sứ giả đến nhà Tống ít nhất 2 lần vào các năm 443 và 451.
Theo Nhật Bản Thư Kỷ, Vua của Vương quốc Triều Tiên rất đau buồn khi Ingyō qua đời. Để an ủi linh hồn của Ingyō, ông gửi tặng Nhật Bản 80 nhạc công.
Ông được táng ờ một lăng mộ Hoàng gia kiểu kofun, còn được gọi là Misasagi của Thiên hoàng Ingyō (恵我長野北陵, Eganonagano no kita no misasagi), ờ thành phố Fujiidera gần Osaka.

## Link liên quan
- http://gias.snu.ac.kr/wthong/publication/paekche/eng/hi5-6.pdf